# マリベルス礁

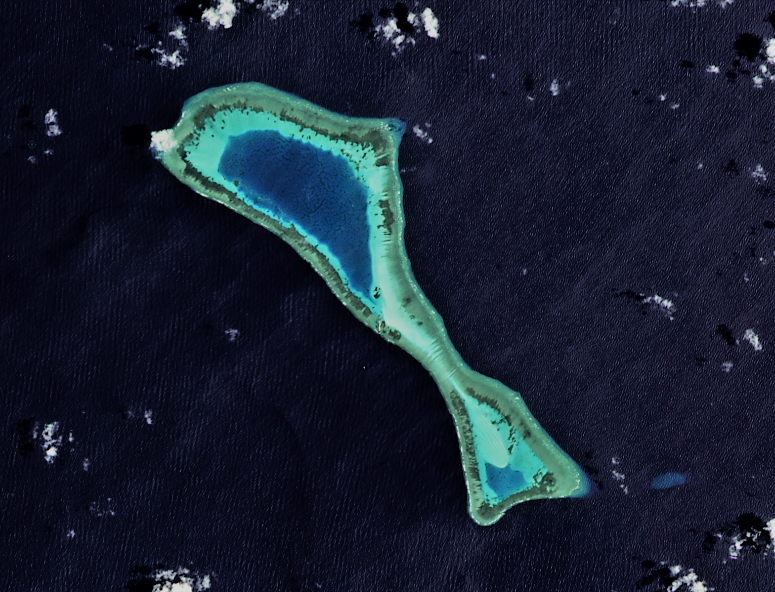
マリベルス礁

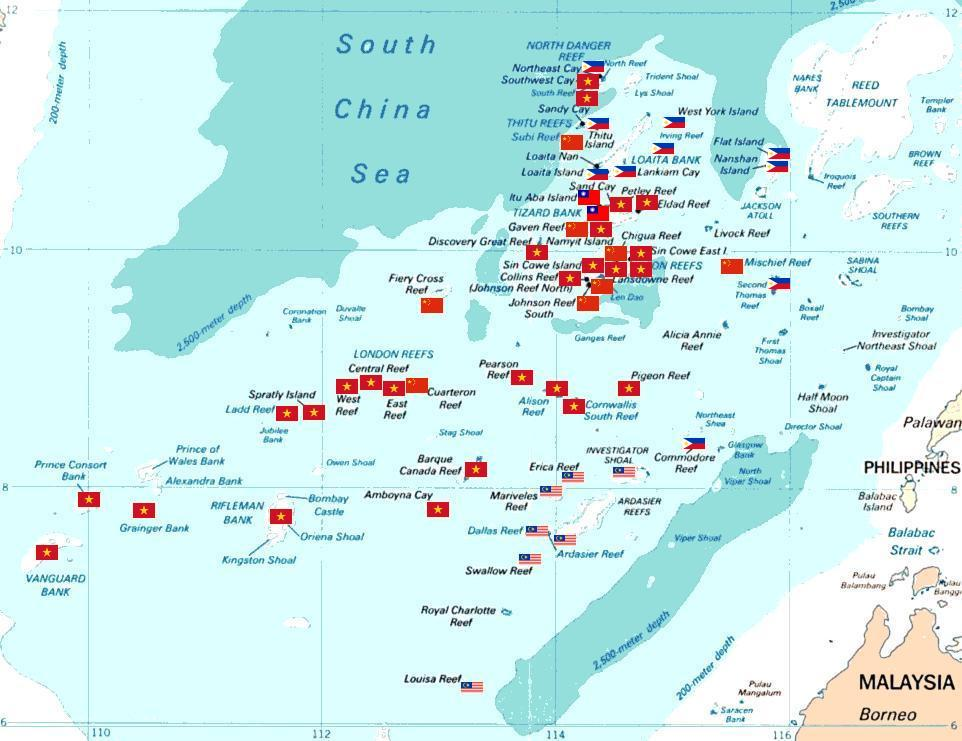
南沙諸島における南シナ海周辺諸国の実効支配状況

マリベルス礁（マリベルスしょう、英語: Mariveles Reef、マレー語: Terumbu Mantanani、中国語: 南海礁、タガログ語: Mariveles、ベトナム語：Đá Kỳ Vân / 𥒥奇雲）は、南沙諸島（スプラトリー諸島）にある環礁のひとつである。

## 地理
北西から南東にかけての長手方向に約9km、幅は広いところで約4kmの細長い形をしている。礁湖は中央付近にある標高1.5m程度の砂洲で2つに分かれている。満潮時も岩礁が露出しており、砂洲には草木は自生しておらず淡水もない。

## 領有を巡る状況
マレーシアが実効支配しており、1986年11月にマレーシア海軍が基地（station）を建設している。一方、中華人民共和国、中華民国（台湾）、ベトナム、フィリピンも主権を主張している。